# Alexej Sergejevič Mazurin

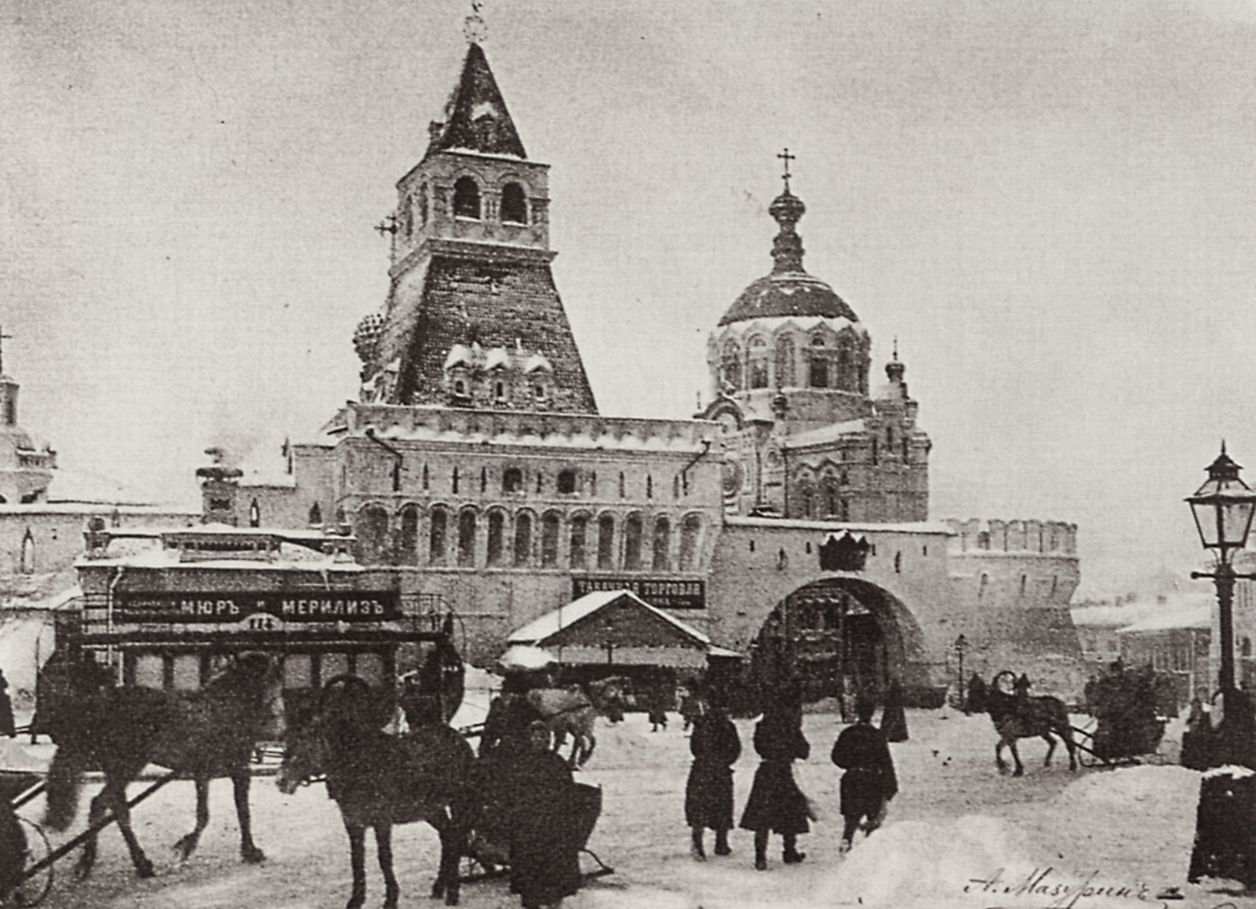
Moskva, náměstí Ljubjanskaja, asi 1900

Alexej Sergejevič Mazurin (10. prosince 1846 Moskva – po roce 1918, Reutov) byl ruský obchodník a fotograf; filantrop a čestný občan Moskvy.

## Životopis
Narodil se 10. prosince 1846 v Moskvě v kupecké rodině Mazurinů. Poté, co za čtyři roky přišel o otce, vychoval ho starší bratr, obchodní poradce – Mitrofan Sergejevič. Získal dobré základní vzdělání.
V 60. letech studoval na Frankfurtské obchodní škole. Poté odcestoval do Itálie, studoval malbu, učil se od umělců I. I. Amosova, N. A. Bryzgalova, N. V. Něvreva. Po návratu do Moskvy počátkem 70. let vedl společnost, která odesílala zboží do zahraničí. Od roku 1900 byl ředitelem představenstva Tovarišestva Reutovskoj manufaktury.
V roce 1870 se Mazurin začal zajímat o fotografii. Vystavoval svá první díla k prodeji a publikoval v časopisech Niva, Živopisnoje obozrenije, Ijustrovana gazeta, Iskra nebo Russkij listok a další. Od roku 1890 se účastnil různých výstav, včetně mezinárodních, přispívajících k rozvoji ruské fotografie. V roce 1894 byl jedním ze zakladatelů Ruské fotografické společnosti a od roku 1899 jejím čestným členem. Byl také při vzniku moskevské umělecké a fotografické společnosti, členem komise prvního kongresu ruských osobností fotografie a fotografické výstavy Ruské fotografické společnosti v Moskvě. Byl odpovídajícím členem Hamburské společnosti milovníků fotografie a honorárním členem Estonské společnosti amatérských fotografů. V roce 1899 byl zvolen čestným členem Francouzské fotografické společnosti.
Zemřel asi v roce 1920, pohřben je na hřbitově Nikolo-Archandělskij.
Byl ženatý s E. N. Astalcevou (řádnou členkou Ruské fotografické společnosti od roku 1895), ale rozvedli se.

## Galerie

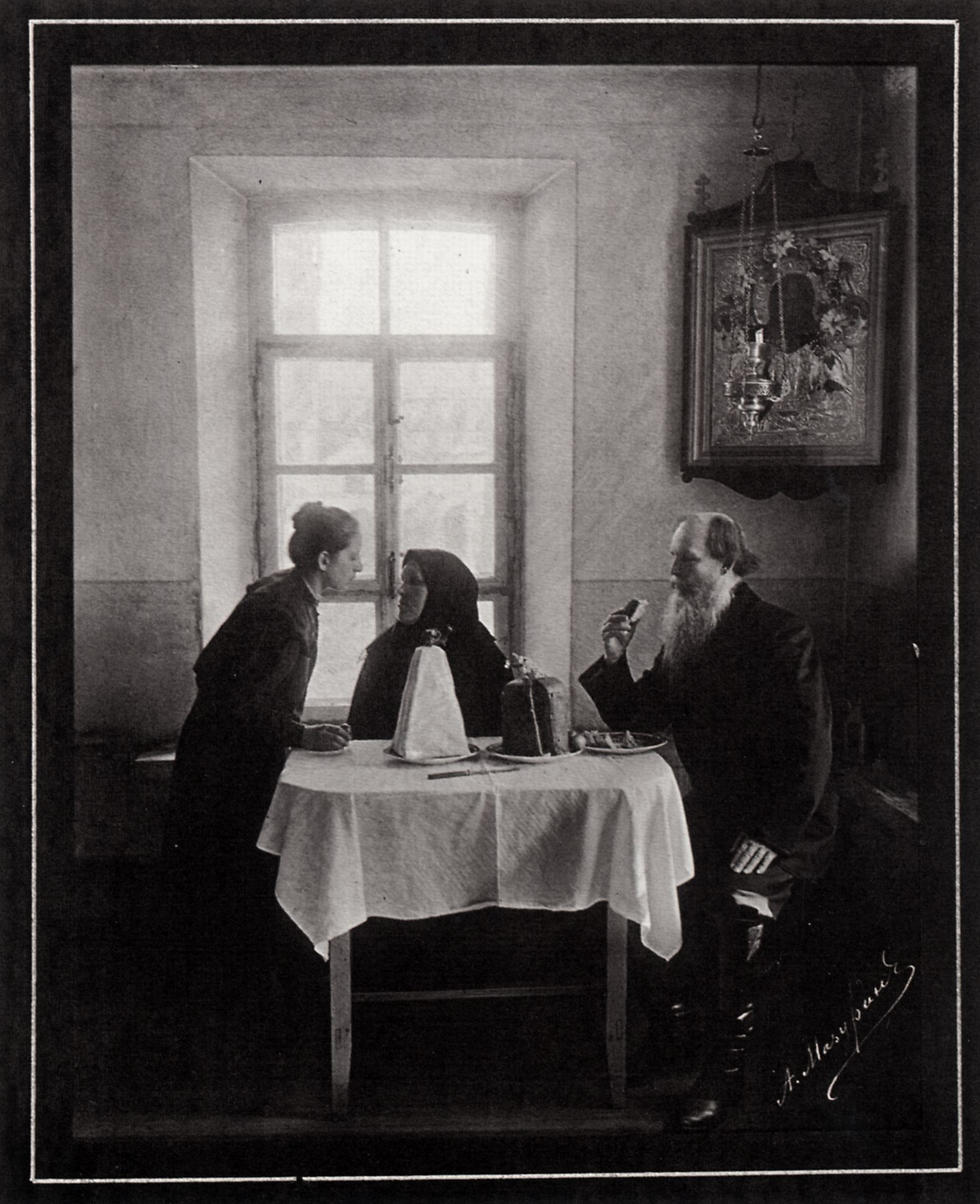
Velikonoce, asi 1900
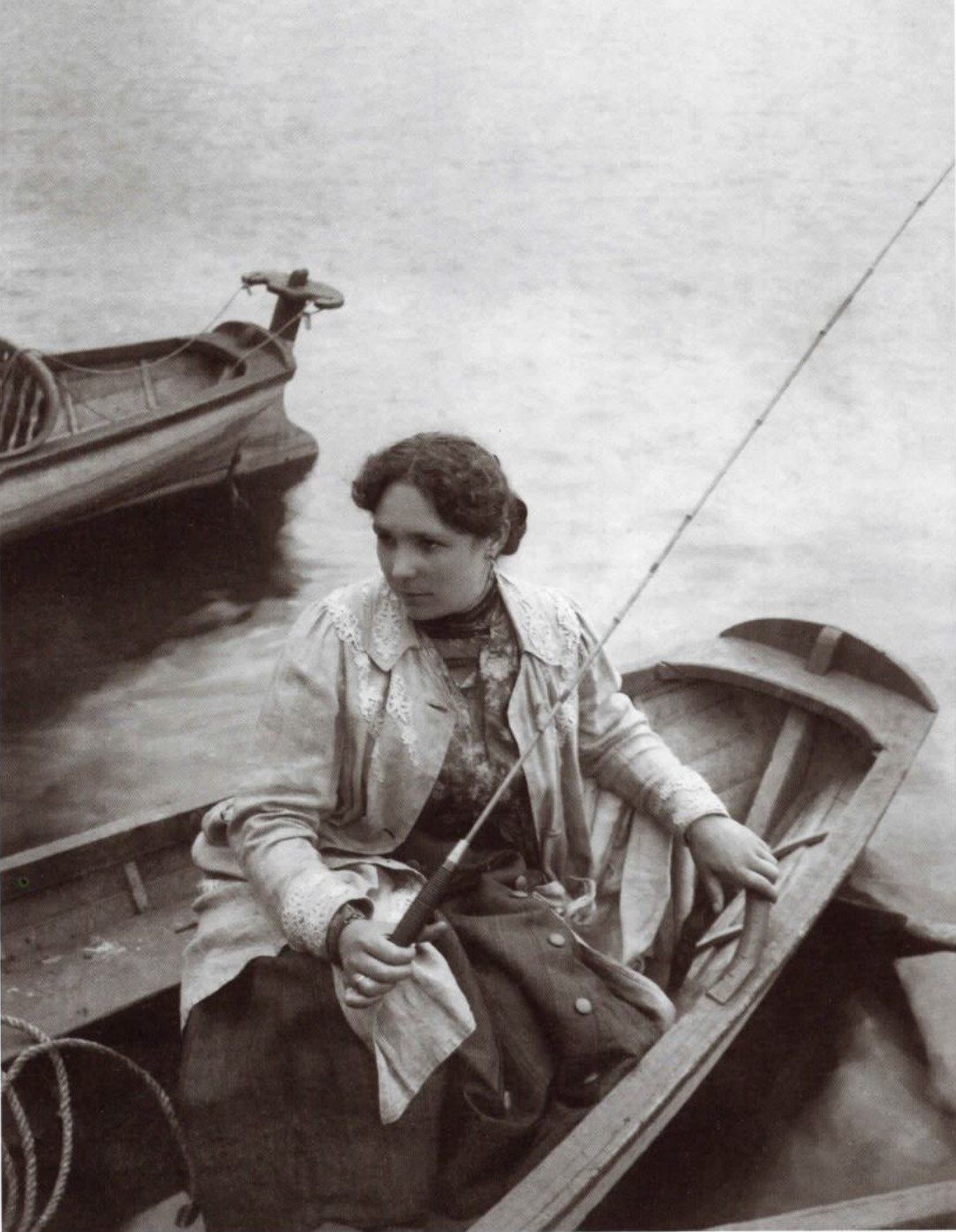
Мазурина Ольга Фёд. 1900-1910
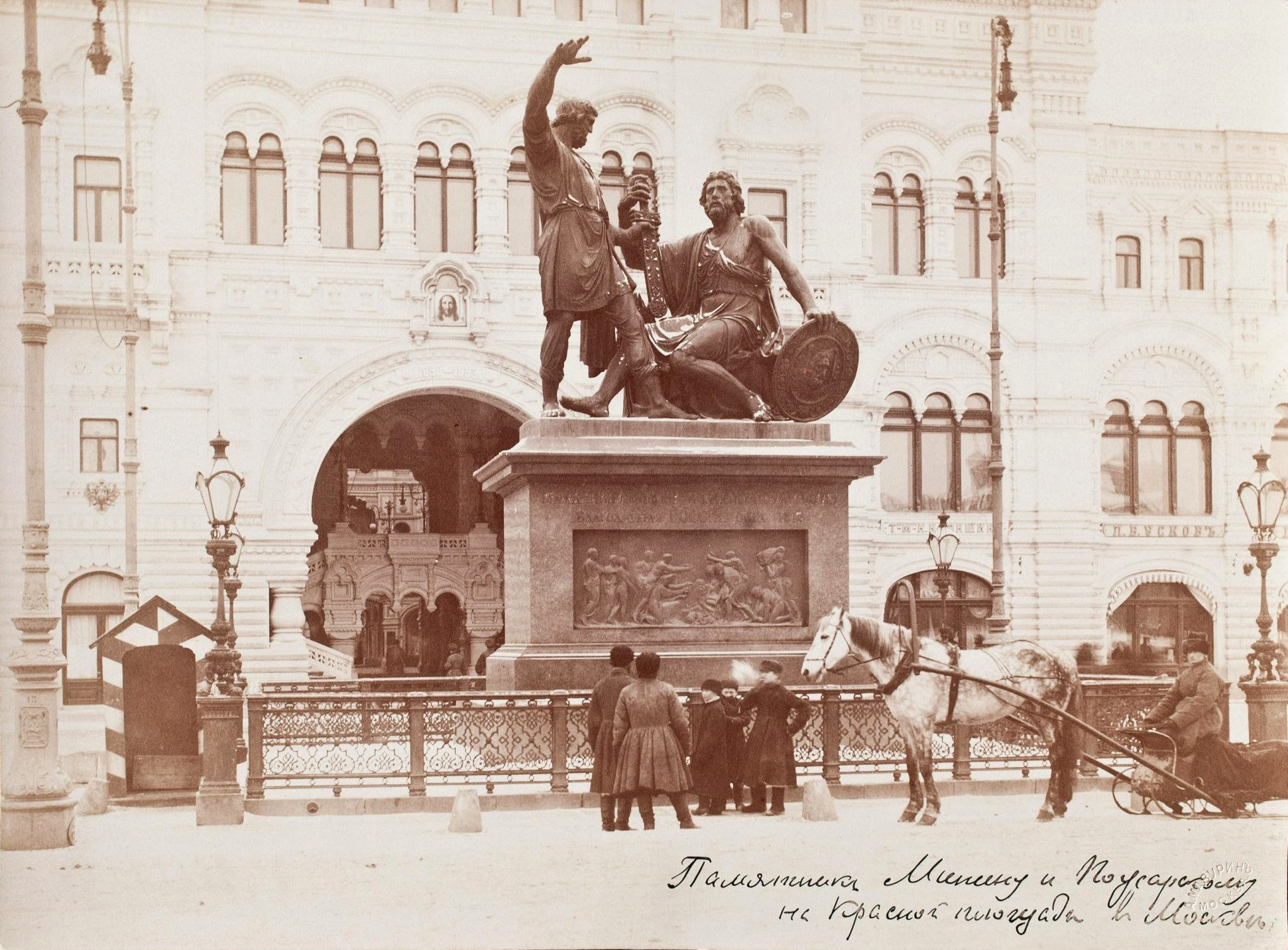
Москва. Красная пл. Памятник Минину и Пожарскому. 1900-1910